# ロバート・ストロロウ
ロバート・ストロロウ（英: Robert D. Stolorow、1942年 - ）は、アメリカ合衆国の心理学者、精神分析家。
ハインツ・コフートに大きな影響を受け、間主観的アプローチを提唱した。

## 関連人物
- ハインツ・コフート